# Wasn't It Good
«Was't It Good» — пісня, яку написали продюсери Боб Есті та Мішель Оллер. Пісню спочатку записала американська співачка й акторка Шер, вона увійшла до її альбому «Take Me Home» 1979 року.

## Історія
Пісня «Was't It Good» стала другим синглом альбому Шер «Take Me Home» 1979 року. Вона офіційно була випущена як сингл в Сполучених Штатах з піснею «It's Too Late to Love Me Now» на стороні-Б, тоді як у Великій Британії та Канаді вона вийшла лише як промо. «Was't It Good» потрапила до чарту «Billboard Hot 100», проте не мала такого успіху, як попередній сингл «Take Me Home». Вона стала другорядним хітом Шер, що досяг 49 сходинки.
Заголовний трек «Take Me Home» випущений для клубів посів 2 сходинку у чарті «Billboard», «Hot Dance Club Play», тоді як «Was't It Good» так і не вийшла як клубний сингл. До пісні існують ремікси, деякі з них вийшли на 12-дюймовому синглу, а один ремікс потрапив у різні збірки, випущені у 1990-х роках.
Хоча «Was't It Good» і «It's Too Late to Love Me Now» вийшли як офіційні сингли з альбому «Take Me Home», до жодної з них не зняли відеокліпу; натомість створили відео до заголовного треку альбому та ще одну його пісню, «Love and Pain», які були записані на плівку з телеспецвипуску передачі «Cher… and Other Fantasies», яка отримала високу оцінку.

## Чарти
| Чарт (1979)             | Позиція |
| ----------------------- | ------- |
| США (Billboard Hot 100) | 49      |
| США (Cash Box Top 100)  | 69      |